# Халил Асани
Халил Асани (Драгаш, 27. март 1974) је бивши српски фудбалер. Током каријере је играо на позицији левог бека.
Његов син Елмир је такође фудбалер.

## Успеси
ЧСК Челарево
- Српска лига Војводина (1) : 1997/98.[5]

 Пролетер Нови Сад
- Српска лига Војводина (1) : 2008/09.[6]